# Indication géographique
Une indication géographique (IG) est un droit de propriété industrielle désignant une origine spécifique et correspondant à un cahier des charges contrôlé. Le produit enregistré en tant qu’indication géographique va voir son nom protégé. 
L'utilisation d'une indication géographique peut s'assimiler à une certification indiquant que le produit possède certaines qualités, ou bénéficie d'une certaine réputation du fait de son origine géographique.

## Histoire
Depuis la fin du XIXe siècle, les différents gouvernements protègent les appellations et les marques déposées utilisés pour des produits alimentaires provenant d’une région spécifique. Pour ce faire, les gouvernements ont créé des lois contre les descriptions commerciales qui s’avèrent fausses ou contre la falsification de ces dernières. Ces lois permettent de protéger les produits d’une certaine origine, qualité ou association contre les produits qui ne correspondent pas aux critères nécessaires. Dans de tels cas, la limitation des libertés concurrentielles résultant de l'octroi d'un monopole d'utilisation sur une indication géographique est justifiée par les pouvoirs publics soit par des avantages en matière de protection des consommateurs soit par des avantages en matière de protection des producteurs.
L'un des premiers exemple d’IG est l’appellation d'origine contrôlée (AOC), utilisé en France depuis le début du XXe siècle. Les produits qui respectent l'origine géographique et les normes de qualité nécessaires peuvent être endossés par un timbre, émis par le gouvernement, garantissant au consommateur la certification officielle des origines et des normes de qualité du produit. Le fromage Gruyère (de Suisse) est un autre exemple de produits bénéficiant de telles « appellations d’origine ». De même, de nombreux vins français bénéficient de telles appellations.
Les indications géographiques sont depuis longtemps associées au concept de terroir et à l'Europe, où il existe une tradition dans laquelle l'association de certains produits alimentaires à des régions particulières est commune. En vertu du droit de l'Union européenne, le cadre de l'appellation d'origine protégée, entré en vigueur en 1992, régit les systèmes d'indications géographiques suivants : Appellation d'Origine Protégée (AOP), Indication Géographique Protégée (IGP) et Spécialités traditionnelles garanties (STG).

## Implications juridiques
La protection des indications géographiques est accordée par l'Accord sur les ADPIC. Voir aussi la Convention de Paris, les Accords de Madrid, le Traité de Lisbonne, les Accords de Genève. La protection accordée aux indications géographiques par la loi de la manière suivante.
Elle est accordée par le biais du système sui generis faisant bénéficier d’une protection ex officio comme dans l'Union européenne par exemple. En d'autres termes, la protection des IG peut s'appliquer d'office. Lorsqu'un dialogue permanent avec le gouvernement veut instaurer une inspection et un contrôle de la qualité efficaces de ces IG, les autorités peuvent soutenir et s'impliquer dans l'élaboration des critères collectifs des IG aux côtés de leur conseil de réglementation des IG correspondant. Il s’agit donc d’un droit collectif. 
En revanche, elle est accordée par le biais du droit privé (propriété intellectuelle). Dans la même famille de droit que les marques, l’indication géographique doit nettement être distinguer en raison de ces caractères spécifiques. Il s’agit en effet d’un droit imprescriptible et la présence d’un cahier des charges est indispensable. 
Toutefois, certains pays ne reconnaissent pas dans leur législation l’indication géographique en tant que système sui generis mais les produits vont plutôt être enregistrés par le biais de marques collectives et également par le biais de marques de certification, comme c’est le cas aux États-Unis.
Les systèmes de protection des IG restreignent l'utilisation des IG dans le but d'identifier un type particulier de produit. Parfois, ces lois stipulent également que le produit doit satisfaire certains tests de qualité qui sont administrés par une association qui détient le droit exclusif de licence ou d'autorisation d’utilisation de l’appellation. Étant donné que les IG sont reconnues par le droit sui generis ou privé (en fonction du système de protection des IG appliqué entre les différents États membres de l'OMC, soit par le biais du droit public ou du droit privé) les conflits entre les IG et la validité d'une marque déposée antérieurement représentent un débat international qui reste à résoudre.